# The Joy Formidable
The Joy Formidable is een driekoppige band uit het noorden van Wales, die tegenwoordig Londen als uitvalsbasis heeft. Zangeres/gitariste Ritzy Bryan en bassist Rhydian Dafydd waren eerder lid van de vierkoppige new wave/post-punk band "Sidecar Kisses" totdat deze ophield te bestaan. Ze gingen vanaf 2007 verder als band, aanvankelijk samen met drummer Justin Stahley maar tegenwoordig met Matt Thomas. Bryan en Dafydd vormen samen een stel.
Hun debuutsingle "Austere" werd uitgebracht in augustus 2008; de tweede single "Cradle" in februari 2009. Het debuutalbum "A Balloon Called Moaning" werd uitgebracht op 19 januari 2009 via Pure Groove Records en als gratis download op NME.com.
The Joy Formidable vormde het voorprogramma van bands als Editors, Passion Pit en The Temper Trap. Ze hebben ook een single uitgebracht die enkel te downloaden was: "Greyhounds In The Slips" (met Paul Draper), en eind november 2009 een live-album getiteld "First You Have To Get Mad".

## Discografie

### Singles
- "Austere" (augustus 2008)
- "Cradle" (februari 2009)
- "Whirring" (mei 2009)
- "Greyhounds In The Slips" (september 2009) downloadbare single met Paul Draper

### Albums
- A Balloon Called Moaning (februari 2009)
- First You Have to Get Mad – live-album (november 2009)
- The Big Roar (januari 2011)
- Wolf's Law (januari 2013)